# Wuyishan
Wuyishan (chiń. 武夷山; pinyin Wǔyíshān) – miasto na prawach powiatu w Chinach, w prowincji Fujian, w prefekturze miejskiej Nanping. W 2010 roku liczyło 122 801 mieszkańców.